# Mania Remix
Aquarium är ett remixalbum utgivet av Aqua 1998.
Denna skiva är detta samma låtar som på Aguarium fast om mixade. En ny låt, "Didn't I", är med.

## Låtförteckning
1. "Roses Are Red" (Disco 70'mix)
2. "Roses Are Red" (Club edit)
3. "My Oh My" (Spike, clyde'n'egihtball club mix)
4. "My Oh My" (Disco 70'mix)
5. "Barbie Girl" (Perky Park club mix)
6. "Doctor Jones"  (Metro" 7 edit)
7. "Doctor Jones" (Antiloop club mix)
8. "Lollipop (Candyman)" (Extendet version)
9. "Lollipop (Candyman)" (Antiloop club mix)
10. "Turn Back Time" (Love to inifity's classic radio mix)
11. "Turn Back Time" (Metro unreleased track)
12. "Didn't I"

## Videor
1. "Barbie Girl"
2. "Doctor Jones"
3. "Lollipop (Candyman)"